# Bořenovice
Bořenovice település Csehországban, Kroměříži járásban. Bořenovice Pacetluky, Holešov, Roštění, Rymice és Prusinovice településekkel határos. Lakosainak száma 200 fő (2024. január 1.).

## Népesség
A település lakosságának változását az alábbi diagram mutatja:
| Lakosok száma | 183  | 249  | 297  | 291  | 196  | 177  | 178  | 194  | 200  | 200  |
|               | 1869 | 1900 | 1921 | 1961 | 1980 | 2011 | 2016 | 2019 | 2021 | 2024 |